# سیاست خارجی کانادا

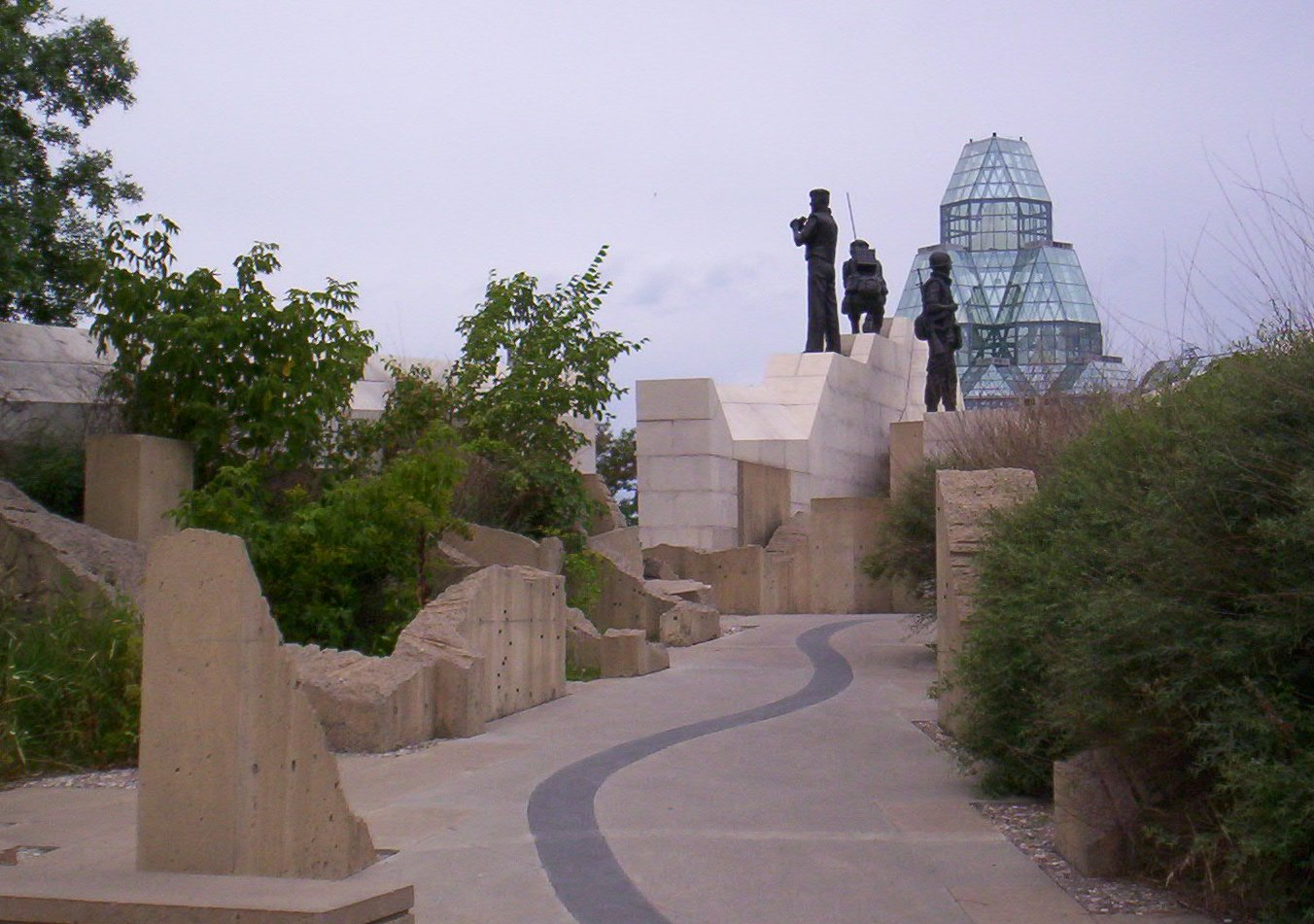
بنای تاریخی Peacekeeping در اتاوا

سیاست خارجی کشور کانادا به علت شرایط خاص ژئوپلتیک این کشور کاملاً تجارت محور است. گرچه رویکردهای سیاسی این کشور به شدت تحت تأثیر سیاست‌های ایالات متحده است ولی در دهه‌های اخیر متخصصان علم سیاست در کانادا سعی نموده‌اند تا سایه‌های اندیشه‌های انگلیسی و رفتارهای آمریکایی را از صحنه‌های سیاسی خویش تا حدودی زدوده و پارادایمی بی بدیل را برای سیاست خارجی این کشور تأسیس بنمایند. این روند به طریقی رشد نموده است که این روزها حتی برخی از پژوهشگران کانادایی مدعی حضور و حتی صدور اندیشه سیاسی کانادایی، در کنار علوم سیاسی آمریکایی و اروپایی هستند و در این حوزه بر درخشش اندیشه ورزانی چون مکفرسون، تیلی و تیلور، رابرت کاکس، راب واکر و ساندرا ویتوورت در سطح بین‌المللی اشاره می‌نمایند.
همسایگی با آمریکا و همچنین دارا بودن منابع عظیم طبیعی باعث گشته است که سیاست خارجی کانادا به شدت تجارت محور گردد و بسیاری از ارزیابی‌ها و تبیین سیاست خارجی این کشور را بر حسب روابط اقتصادی رقم بزند (حجم تجارت کانادا بیش از ۴۰ درصد تولید ناخالص ملی این کشور را در بر می‌گیرد). به‌طور مثال، آمریکا و انگلیس و ژاپن جزء عمده شرکای تجارت خارجی این کشور می‌باشند و به همین لحاظ روابط کانادا در سطح سیاست خارجی با این سه کشور بسیار مطلوب بوده و در حد بالایی است. در مجموع می‌توان اهرم اقتصاد را در تنظیم و تبیین سیاست خارجی کانادا بسیار مهم توصیف کرد.
کشور کانادا در منطقه‌ای ژئو استراتژیک واقع است. در سال ۱۹۳۷ آندره زیگفرید جغرافیدان فرانسوی اظهار داشت که دو ویژگی مهم کانادا منابع طبیعی عظیم و موقعیت جغرافیایی این کشور محسوب می‌شوند. کانادا در همسایگی دو کشور پرتنش قرار دارد. این کشور از شمال غربی با روسیه و در جنوب با آمریکا هم‌مرز است. همسایگی کانادا با یک هژمون چهاربعدی همانند ایالات متحده تأثیرات بسیاری در سیاستگذاری خارجی این کشور داشته‌است. فرهنگ، سنت، مذهب و پیشینه تاریخی مشترک با آمریکا و همچنین برتری‌های نظامی و اقتصادی ایالات متحده خود باعث گردیده است که این کشور هیچ‌گاه سودای برتری منطقه‌ای و رقابت را در سر نپروراند و در مقابل ایالات متحده سیاست همزیستی و همکاری را در پیش بگیرد.
کانادا در طول تاریخ خود پیمان‌های دفاعی مختلفی را امضاء نموده که مهم‌ترین آن‌ها با کشور آمریکا بوده‌است. دفاع متقابل آمریکای شمالی در اعلامیه اُدنبرگ مورخ ۱۹۴۰ و تشکیل هیئت مشترک دائمی دفاع که در همین تاریخ راه‌اندازی گردید، چهارچوب همکاری‌های دفاعی بین آمریکا و کانادا را به وجود آورد. این دو کشور با امضای چند موافقت نامه دو جانبه در طول نیم قرن گذشته در حفاظت از منطقه وسیعی از آمریکای شمالی، آب‌های ساحلی و محدوده جوی با یکدیگر سهیم بوده‌اند. مشخص‌ترین این موافقت نامه‌ها، موافقت نامه دفاعی نوراد (سیستم دفاع هوایی آمریکای شمالی) به سال ۱۹۵۸ میلادی است. به‌طور کل جغرافیای سیاسی خاص کانادا باعث گشته است تا این کشور همواره سیاست خارجی خود را با عنایت به سیاست‌های کشور همسایه خود یعنی آمریکا تببین بنماید.
در سال ۱۹۹۰، کانادا به سازمان ایالتهای (دولتهای) آمریکایی پیوست و میزبان انجمن عمومی OAS در ویندسور، در ژوئن ۲۰۰۰ شد. کانادا به دنبال گسترده‌تر کردن روابط اقتصادی با کشورهای حاشیهٔ اقیانوس آرام، از طریق عضو شدن در بازار مشارکت اقتصادی کشورهای حاشیهٔ اقیانوس آرام – آسیا (APEC)، است.
طی ۶۰ سال گذشته، کانادا طرفدار سیاست چند جانبه بوده و تلاش‌های بسیاری را برای حل مسائل جهانی در مشارکت با دیگر کشورها داشته‌است. این مسئله به وضوح در بحران سوئز سال ۱۹۵۶، زمانی که لستر پییرسون، تنش‌های به وجود آمده را با پیشنهاد تلاش برای ادامهٔ صلح وورود نیروهای حافظ صلح سازمان ملل، آرام کرد، به چشم می‌خورد. با این روح همکاری، کانادا سعی کرد نقش راهبر خود را در سازمان ملل در ادامهٔ تلاش‌های مربوط به برقراری صلح سازمان ملل ایفا کند؛ که تا سال ۱۹۸۹، ۵۰ هیئت اعزامی برای تلاش در مورد استقرار صلح با همکاری نیروهای حافظ صلح un، به دیگر کشورها فرستاده‌است. مشارکت این کشور بانیروهای حافظ صلح UN، درسال‌های اولیهٔ آغاز قرن ۲۱ تاحدی کاهش یافت. اگر چه سیاست خارجهٔ این کشور تا حدی شبیه به آمریکاست اما همواره در تلاش است تا حتی الامکان از سیاست‌های خارجی ایالات متحده در زمینه‌هایی مثل ارتباطات تجاری و دیپلماتیک با کوبا مستقل باشد.